# Weicherdingen
Weicherdingen (luxemburgisch Wäicherdangⓘ, französisch Weicherdange) ist ein Ortsteil von Clerf, Kanton Clerf, im Großherzogtum Luxemburg.

## Lage
Weicherdingen liegt im Ösling auf einer Anhöhe. Nachbarorte sind Mecher im Osten Mecher und im Süden Kleinhoscheid und Drauffelt. Durch den Ort verlaufen die CR 327, die CR 332B und die CR 375.

## Allgemeines
Weicherdingen wurde 1823 Teil der Gemeinde Clerf, zuvor war der Ort eine eigenständige Gemeinde. Besonders sehenswert ist die Kirche St. Vinzenz. Sie wurde 1729 im Stil des Barock erbaut und besitzt einen Zwiebelturm. Diese Art von Türmen ist in der Gegend selten zu finden.